# 阿佛洛狄忒冰川
68°47′S 64°32′W / 68.783°S 64.533°W
阿佛洛狄忒冰川是南極洲的冰川，位於葛拉漢地的鮑曼海岸，全長28公里，終點在勝利冰原島峰以西6公里的南極半島東岸，以希臘神話的女神阿佛洛狄忒命名。